# Лебон-Режис
Лебон-Режис (порт. Lebon Régis)  —  муниципалитет в Бразилии, входит в штат Санта-Катарина. Составная часть мезорегиона Запад штата Санта-Катарина. Входит в экономико-статистический  микрорегион Жоасаба. Население составляет 12 331 человек на 2006 год. Занимает площадь 990,74 км². Плотность населения — 13,1 чел./км².
Праздник города —  19 декабря.

## История
Город основан 26 июня 1934 года.

## Статистика
- Валовой внутренний продукт на 2003 составляет 70.293.516,00 реалов (данные: Бразильский институт географии и статистики).
- Валовой внутренний продукт на душу населения на 2003 составляет 5.841,73 реалов (данные: Бразильский институт географии и статистики).
- Индекс развития человеческого потенциала на 2000 составляет 0,735 (данные: Программа развития ООН).